# 系统尺度展开
系统尺度展开，又称van Kampen's展开或者Ω-展开，是由Nico van Kampen开创运用于随机过程分析的数学方法。它能够对一个具有非线性变化率系统的主方程的解进行估计。这种展开的第一个项被称为线性噪音估计，此时系统主方程的解使用福克-普朗克方程（Fokker-Planck equation）进行估计，其线性估计系数由该系统的变化率和化学计量数决定。
一般来讲，对于一个随机过程系统的数学描述是写下每个变量的微分方程，从而形成微分方程组（例如，在一个物理系统中，描述放射性分子随机衰变，或者在细胞环境中，描述基因的随机表达）。但是这样的微分方程组往往非常复杂，难以得到解析解，进而难以获得关于系统状态的统计量（例如，获取分子数目或者蛋白质数目的平均值或方差随时间变化的方程）。系统尺度展开可以运用统计的方法对这样的复杂的系统进行估计，从而得到该系统的近似解。

### 初步分析
能够进行系统尺度展开的系统可以用概率分布{\displaystyle P(X,t)}进行描述，即系统在时间{\displaystyle t}有状态{\displaystyle X}的概率。{\displaystyle X}可能是系统中不同化学分子数目所组成的向量。在一个尺寸为{\displaystyle \Omega }（直观的解释为系统的容量）的系统中，我们使用如下术语：{\displaystyle X}是一个宏观粒子个数的向量，那么{\displaystyle x=X/\Omega }是一个浓度的向量，{\displaystyle \phi }是一个确定性的浓度向量，即它由无限系统中的反应速率方程决定。所以{\displaystyle x}和{\displaystyle X}会受到随机因素的影响。